# 2595 Ґудіашвілі
2595 Ґудіашвілі (2595 Gudiachvili) — астероїд головного поясу, відкритий 19 травня 1979 року.
Тіссеранів параметр щодо Юпітера — 3,294.